# Liste der Gemeinden im Département Lozère

Lage des Départements Lozère

Das Département Lozère liegt in der Region Okzitanien in Frankreich. Es untergliedert sich in zwei Arrondissements mit 13 Kantonen (frz. cantons) und 152 Gemeinden (frz. communes) (Stand 1. Januar 2019).
| Code INSEE | PLZ               | Gemeinde                           | Einwohner (Stand 1. Januar 2022) | Fläche in km² | Einwohner je km² | Kanton seit 30. März 2015 Kanton bis zum 29. März 2015 | Arrondissement | Gemeindeverband                  |
| ---------- | ----------------- | ---------------------------------- | -------------------------------- | ------------- | ---------------- | ------------------------------------------------------ | -------------- | -------------------------------- |
| 48001      | 48310             | Albaret-le-Comtal                  | 139                              | 29,56         | 5                | Peyre en Aubrac Fournels                               | Mende          | Hautes Terres de l’Aubrac        |
| 48002      | 48200             | Albaret-Sainte-Marie               | 557                              | 15,98         | 35               | Saint-Chély-d’Apcher                                   | Mende          | Terres d’Apcher-Margeride-Aubrac |
| 48003      | 48190             | Allenc                             | 264                              | 38,58         | 7                | Grandrieu Le Bleymard                                  | Mende          | Mont Lozère                      |
| 48004      | 48800             | Altier                             | 216                              | 54,45         | 4                | Saint-Étienne-du-Valdonnez Villefort                   | Mende          | Mont Lozère                      |
| 48005      | 48100             | Antrenas                           | 330                              | 17,55         | 19               | Marvejols                                              | Mende          | Gévaudan                         |
| 48007      | 48310             | Arzenc-d’Apcher                    | 51                               | 7,88          | 6                | Peyre en Aubrac Fournels                               | Mende          | Hautes Terres de l’Aubrac        |
| 48008      | 48170             | Arzenc-de-Randon                   | 189                              | 69,20         | 3                | Grandrieu Châteauneuf-de-Randon                        | Mende          | Randon-Margeride                 |
| 48010      | 48600             | Auroux                             | 365                              | 35,09         | 10               | Langogne                                               | Mende          | Haut Allier                      |
| 48013      | 48000             | Badaroux                           | 960                              | 20,72         | 46               | Grandrieu Mende-Nord                                   | Mende          | Cœur de Lozère                   |
| 48016      | 48000             | Balsièges                          | 587                              | 32,88         | 18               | Bourgs sur Colagne Mende-Sud                           | Mende          | Cœur de Lozère                   |
| 48017      | 48500             | Banassac-Canilhac                  | 1069                             | 24,68         | 43               | La Canourgue                                           | Mende          | Aubrac Lot Causses Tarn          |
| 48018      | 48000             | Barjac                             | 791                              | 29,92         | 26               | Bourgs sur Colagne Chanac                              | Mende          | Cœur de Lozère                   |
| 48019      | 48400             | Barre-des-Cévennes                 | 200                              | 34,29         | 6                | Le Collet-de-Dèze Barre-des-Cévennes                   | Florac         | Gorges Causses Cévennes          |
| 48020      | 48400             | Bassurels                          | 63                               | 46,34         | 1                | Le Collet-de-Dèze Barre-des-Cévennes                   | Florac         | Cévennes au Mont Lozère          |
| 48050      | 48400             | Bédouès-Cocurès                    | 448                              | 30,35         | 15               | Saint-Étienne-du-Valdonnez Florac                      | Florac         | Gorges Causses Cévennes          |
| 48038      | 48600             | Bel-Air-Val-d’Ance                 | 540                              | 41,40         | 13               | Grandrieu                                              | Mende          | Haut Allier                      |
| 48026      | 48200             | Blavignac                          | 257                              | 13,83         | 19               | Saint-Chély-d’Apcher                                   | Mende          | Terres d’Apcher-Margeride-Aubrac |
| 48099      | 48100             | Bourgs sur Colagne                 | 2077                             | 53,09         | 39               | Bourgs sur Colagne Saint-Germain-du-Teil               | Mende          | Gévaudan                         |
| 48030      | 48000             | Brenoux                            | 388                              | 11,25         | 34               | Saint-Étienne-du-Valdonnez Mende-Sud                   | Mende          | Mont Lozère                      |
| 48031      | 48310             | Brion                              | 86                               | 22,11         | 4                | Peyre en Aubrac Fournels                               | Mende          | Hautes Terres de l’Aubrac        |
| 48166      | 48400             | Cans et Cévennes                   | 288                              | 43,81         | 7                | Le Collet-de-Dèze Florac                               | Florac         | Gorges Causses Cévennes          |
| 48036      | 48400             | Cassagnas                          | 125                              | 35,19         | 4                | Le Collet-de-Dèze Barre-des-Cévennes                   | Florac         | Gorges Causses Cévennes          |
| 48037      | 48190             | Chadenet                           | 122                              | 12,96         | 9                | Grandrieu Le Bleymard                                  | Mende          | Mont Lozère                      |
| 48039      | 48230             | Chanac                             | 1421                             | 71,14         | 20               | La Canourgue Chanac                                    | Mende          | Aubrac Lot Causses Tarn          |
| 48041      | 48300             | Chastanier                         | 78                               | 10,41         | 7                | Langogne                                               | Mende          | Haut Allier                      |
| 48042      | 48000             | Chastel-Nouvel                     | 932                              | 31,50         | 30               | Saint-Alban-sur-Limagnole Mende-Nord                   | Mende          | Randon-Margeride                 |
| 48043      | 48170             | Châteauneuf-de-Randon              | 518                              | 24,49         | 21               | Grandrieu Châteauneuf-de-Randon                        | Mende          | Randon-Margeride                 |
| 48044      | 48310             | Chauchailles                       | 80                               | 17,40         | 5                | Peyre en Aubrac Fournels                               | Mende          | Hautes Terres de l’Aubrac        |
| 48045      | 48170             | Chaudeyrac                         | 288                              | 44,10         | 7                | Grandrieu Châteauneuf-de-Randon                        | Mende          | Randon-Margeride                 |
| 48046      | 48140             | Chaulhac                           | 59                               | 9,47          | 6                | Saint-Alban-sur-Limagnole Le Malzieu-Ville             | Mende          | Terres d’Apcher-Margeride-Aubrac |
| 48048      | 48300             | Cheylard-l’Évêque                  | 64                               | 29,64         | 2                | Langogne                                               | Mende          | Haut Allier                      |
| 48053      | 48190             | Cubières                           | 189                              | 48,88         | 4                | Saint-Étienne-du-Valdonnez Le Bleymard                 | Mende          | Mont Lozère                      |
| 48054      | 48190             | Cubiérettes                        | 45                               | 11,34         | 4                | Saint-Étienne-du-Valdonnez Le Bleymard                 | Mende          | Mont Lozère                      |
| 48055      | 48230             | Cultures                           | 197                              | 3,96          | 50               | Bourgs sur Colagne Chanac                              | Mende          | Aubrac Lot Causses Tarn          |
| 48056      | 48230             | Esclanèdes                         | 428                              | 12,51         | 34               | Bourgs sur Colagne Chanac                              | Mende          | Aubrac Lot Causses Tarn          |
| 48061      | 48400             | Florac Trois Rivières              | 2111                             | 48,39         | 44               | Florac                                                 | Florac         | Gorges Causses Cévennes          |
| 48063      | 48700             | Fontans                            | 227                              | 33,90         | 7                | Saint-Alban-sur-Limagnole                              | Mende          | Terres d’Apcher-Margeride-Aubrac |
| 48064      | 48310             | Fournels                           | 369                              | 15,76         | 23               | Peyre en Aubrac Fournels                               | Mende          | Hautes Terres de l’Aubrac        |
| 48065      | 48400             | Fraissinet-de-Fourques             | 82                               | 24,30         | 3                | Le Collet-de-Dèze Meyrueis                             | Florac         | Gorges Causses Cévennes          |
| 48067      | 48110             | Gabriac                            | 102                              | 8,44          | 12               | Le Collet-de-Dèze Barre-des-Cévennes                   | Florac         | Cévennes au Mont Lozère          |
| 48068      | 48100             | Gabrias                            | 159                              | 20,65         | 8                | Bourgs sur Colagne Marvejols                           | Mende          | Gévaudan                         |
| 48069      | 48150             | Gatuzières                         | 52                               | 29,40         | 2                | Florac Meyrueis                                        | Florac         | Gorges Causses Cévennes          |
| 48146      | 48210 48320       | Gorges du Tarn Causses             | 901                              | 144,22        | 6                | Florac La Canourgue Sainte-Enimie                      | Florac         | Gorges Causses Cévennes          |
| 48070      | 48600             | Grandrieu                          | 742                              | 65,37         | 11               | Grandrieu                                              | Mende          | Randon-Margeride                 |
| 48071      | 48260             | Grandvals                          | 59                               | 12,84         | 5                | Peyre en Aubrac Nasbinals                              | Mende          | Hautes Terres de l’Aubrac        |
| 48072      | 48100             | Grèzes                             | 209                              | 16,21         | 13               | Bourgs sur Colagne Marvejols                           | Mende          | Gévaudan                         |
| 48074      | 48150             | Hures-la-Parade                    | 232                              | 88,59         | 3                | Florac Meyrueis                                        | Florac         | Gorges Causses Cévennes          |
| 48075      | 48320             | Ispagnac                           | 897                              | 53,71         | 17               | Florac                                                 | Florac         | Gorges Causses Cévennes          |
| 48077      | 48140             | Julianges                          | 48                               | 9,42          | 5                | Saint-Alban-sur-Limagnole Le Malzieu-Ville             | Mende          | Terres d’Apcher-Margeride-Aubrac |
| 48021      | 48250             | La Bastide-Puylaurent              | 178                              | 24,19         | 7                | Saint-Étienne-du-Valdonnez Villefort                   | Mende          | Mont Lozère                      |
| 48034      | 48500             | La Canourgue                       | 2095                             | 104,29        | 20               | La Canourgue                                           | Mende          | Aubrac Lot Causses Tarn          |
| 48058      | 48310             | La Fage-Montivernoux               | 133                              | 37,77         | 4                | Peyre en Aubrac Fournels                               | Mende          | Hautes Terres de l’Aubrac        |
| 48059      | 48200             | La Fage-Saint-Julien               | 303                              | 18,06         | 17               | Peyre en Aubrac Saint-Chély-d’Apcher                   | Mende          | Terres d’Apcher-Margeride-Aubrac |
| 48088      | 48210             | La Malène                          | 131                              | 40,68         | 3                | La Canourgue Sainte-Enimie                             | Florac         | Gorges Causses Cévennes          |
| 48108      | 48600             | La Panouse                         | 86                               | 37,83         | 2                | Grandrieu                                              | Mende          | Randon-Margeride                 |
| 48191      | 48500             | La Tieule                          | 95                               | 24,00         | 4                | La Canourgue                                           | Mende          | Aubrac Lot Causses Tarn          |
| 48126      | 48100 48700       | Lachamp-Ribennes                   | 375                              | 50,86         | 7                | Marvejols                                              | Mende          | Randon-Margeride                 |
| 48079      | 48120             | Lajo                               | 117                              | 18,58         | 6                | Saint-Alban-sur-Limagnole                              | Mende          | Terres d’Apcher-Margeride-Aubrac |
| 48080      | 48300             | Langogne                           | 2860                             | 31,41         | 91               | Langogne                                               | Mende          | Haut Allier                      |
| 48081      | 48000             | Lanuéjols                          | 370                              | 32,67         | 11               | Saint-Étienne-du-Valdonnez Mende-Sud                   | Mende          | Mont Lozère                      |
| 48082      | 48170             | Laubert                            | 102                              | 14,28         | 7                | Grandrieu Châteauneuf-de-Randon                        | Mende          | Mont Lozère                      |
| 48085      | 48500             | Laval-du-Tarn                      | 103                              | 36,85         | 3                | La Canourgue                                           | Mende          | Aubrac Lot Causses Tarn          |
| 48029      | 48000             | Le Born                            | 156                              | 30,21         | 5                | Grandrieu Mende-Nord                                   | Mende          | Cœur de Lozère                   |
| 48032      | 48100             | Le Buisson                         | 221                              | 24,45         | 9                | Peyre en Aubrac Marvejols                              | Mende          | Gévaudan                         |
| 48051      | 48160             | Le Collet-de-Dèze                  | 678                              | 26,47         | 26               | Le Collet-de-Dèze Saint-Germain-de-Calberte            | Florac         | Cévennes au Mont Lozère          |
| 48089      | 48140             | Le Malzieu-Forain                  | 491                              | 48,65         | 10               | Saint-Alban-sur-Limagnole Le Malzieu-Ville             | Mende          | Terres d’Apcher-Margeride-Aubrac |
| 48090      | 48140             | Le Malzieu-Ville                   | 743                              | 7,80          | 95               | Saint-Alban-sur-Limagnole Le Malzieu-Ville             | Mende          | Terres d’Apcher-Margeride-Aubrac |
| 48115      | 48110             | Le Pompidou                        | 182                              | 22,80         | 8                | Le Collet-de-Dèze Barre-des-Cévennes                   | Florac         | Cévennes au Mont Lozère          |
| 48131      | 48150             | Le Rozier                          | 128                              | 2,03          | 63               | Florac Meyrueis                                        | Florac         | Millau Grands Causses            |
| 48025      | 48200             | Les Bessons                        | 424                              | 23,49         | 18               | Peyre en Aubrac Saint-Chély-d’Apcher                   | Mende          | Terres d’Apcher-Margeride-Aubrac |
| 48028      | 48400             | Les Bondons                        | 141                              | 45,54         | 3                | Saint-Étienne-du-Valdonnez Florac                      | Florac         | Gorges Causses Cévennes          |
| 48073      | 48340             | Les Hermaux                        | 103                              | 17,59         | 6                | Peyre en Aubrac Saint-Germain-du-Teil                  | Mende          | Aubrac Lot Causses Tarn          |
| 48083      | 48700             | Les Laubies                        | 151                              | 22,80         | 7                | Saint-Alban-sur-Limagnole Saint-Amans                  | Mende          | Randon-Margeride                 |
| 48012      | 48200             | Les Monts-Verts                    | 315                              | 29,13         | 11               | Peyre en Aubrac Saint-Chély-d’Apcher                   | Mende          | Hautes Terres de l’Aubrac        |
| 48187      | 48100             | Les Salces                         | 90                               | 45,78         | 2                | Peyre en Aubrac Saint-Germain-du-Teil                  | Mende          | Aubrac Lot Causses Tarn          |
| 48185      | 48230             | Les Salelles                       | 166                              | 10,62         | 16               | Bourgs sur Colagne Chanac                              | Mende          | Aubrac Lot Causses Tarn          |
| 48086      | 48250             | Luc                                | 207                              | 46,10         | 4                | Langogne                                               | Mende          | Haut Allier                      |
| 48091      | 48260             | Marchastel                         | 45                               | 34,87         | 1                | Peyre en Aubrac Nasbinals                              | Mende          | Hautes Terres de l’Aubrac        |
| 48092      | 48100             | Marvejols                          | 4752                             | 12,45         | 382              | Marvejols                                              | Mende          | Gévaudan                         |
| 48141      | 48210             | Mas-Saint-Chély                    | 102                              | 56,81         | 2                | Florac Sainte-Enimie                                   | Florac         | Gorges Causses Cévennes          |
| 48094      | 48500             | Massegros Causses Gorges           | 936                              | 159,36        | 6                | La Canourgue Le Massegros                              | Florac         | Aubrac Lot Causses Tarn          |
| 48095      | 48000             | Mende                              | 12.322                           | 36,56         | 337              | Mende-1 Mende-2 Mende-Nord Mende-Sud                   | Mende          | Cœur de Lozère                   |
| 48096      | 48150             | Meyrueis                           | 778                              | 104,68        | 7                | Florac Meyrueis                                        | Florac         | Gorges Causses Cévennes          |
| 48097      | 48110             | Moissac-Vallée-Française           | 217                              | 27,05         | 8                | Le Collet-de-Dèze Saint-Germain-de-Calberte            | Florac         | Cévennes au Mont Lozère          |
| 48098      | 48110             | Molezon                            | 97                               | 14,76         | 7                | Le Collet-de-Dèze Barre-des-Cévennes                   | Florac         | Cévennes au Mont Lozère          |
| 48027      | 48170 48190 48250 | Mont Lozère et Goulet              | 1107                             | 166,21        | 7                | Saint-Étienne-du-Valdonnez Le Bleymard                 | Mende          | Mont Lozère                      |
| 48100      | 48170             | Montbel                            | 147                              | 22,87         | 6                | Grandrieu Châteauneuf-de-Randon                        | Mende          | Mont Lozère                      |
| 48103      | 48100             | Montrodat                          | 1168                             | 20,65         | 57               | Bourgs sur Colagne Marvejols                           | Mende          | Gévaudan                         |
| 48127      | 48000 48700       | Monts-de-Randon                    | 1209                             | 147,38        | 8                | Saint-Alban-sur-Limagnole                              | Mende          | Randon-Margeride                 |
| 48104      | 48260             | Nasbinals                          | 576                              | 63,34         | 9                | Peyre en Aubrac Nasbinals                              | Mende          | Hautes Terres de l’Aubrac        |
| 48105      | 48300             | Naussac-Fontanes                   | 368                              | 24,76         | 15               | Langogne                                               | Mende          | Haut Allier                      |
| 48106      | 48310             | Noalhac                            | 95                               | 13,51         | 7                | Peyre en Aubrac Fournels                               | Mende          | Hautes Terres de l’Aubrac        |
| 48107      | 48100             | Palhers                            | 192                              | 8,59          | 22               | Bourgs sur Colagne Marvejols                           | Mende          | Gévaudan                         |
| 48110      | 48140             | Paulhac-en-Margeride               | 92                               | 15,79         | 6                | Saint-Alban-sur-Limagnole Le Malzieu-Ville             | Mende          | Terres d’Apcher-Margeride-Aubrac |
| 48111      | 48000             | Pelouse                            | 229                              | 32,98         | 7                | Grandrieu Mende-Nord                                   | Mende          | Cœur de Lozère                   |
| 48009      | 48130             | Peyre en Aubrac                    | 2304                             | 153,30        | 15               | Peyre en Aubrac Florac                                 | Mende          | Hautes Terres de l’Aubrac        |
| 48015      | 48800             | Pied-de-Borne                      | 197                              | 27,89         | 7                | Saint-Étienne-du-Valdonnez Villefort                   | Mende          | Mont Lozère                      |
| 48112      | 48300             | Pierrefiche                        | 160                              | 16,82         | 10               | Grandrieu Châteauneuf-de-Randon                        | Mende          | Randon-Margeride                 |
| 48116      | 48220             | Pont de Montvert - Sud Mont Lozère | 537                              | 167,34        | 3                | Saint-Étienne-du-Valdonnez Le Pont-de-Montvert         | Florac         | Cévennes au Mont Lozère          |
| 48117      | 48800             | Pourcharesses                      | 128                              | 31,79         | 4                | Saint-Étienne-du-Valdonnez Villefort                   | Mende          | Mont Lozère                      |
| 48119      | 48800             | Prévenchères                       | 270                              | 62,75         | 4                | Saint-Étienne-du-Valdonnez Villefort                   | Mende          | Mont Lozère                      |
| 48087      | 48100 48270       | Prinsuéjols-Malbouzon              | 250                              | 57,22         | 4                | Peyre en Aubrac Nasbinals                              | Mende          | Hautes Terres de l’Aubrac        |
| 48121      | 48200             | Prunières                          | 226                              | 13,09         | 17               | Saint-Chély-d’Apcher Le Malzieu-Ville                  | Mende          | Terres d’Apcher-Margeride-Aubrac |
| 48123      | 48260             | Recoules-d’Aubrac                  | 164                              | 26,55         | 6                | Peyre en Aubrac Nasbinals                              | Mende          | Hautes Terres de l’Aubrac        |
| 48124      | 48100             | Recoules-de-Fumas                  | 99                               | 9,77          | 10               | Marvejols                                              | Mende          | Gévaudan                         |
| 48128      | 48200             | Rimeize                            | 614                              | 32,30         | 19               | Saint-Chély-d’Apcher                                   | Mende          | Terres d’Apcher-Margeride-Aubrac |
| 48129      | 48300             | Rocles                             | 242                              | 19,84         | 12               | Langogne                                               | Mende          | Haut Allier                      |
| 48130      | 48400             | Rousses                            | 119                              | 22,38         | 5                | Le Collet-de-Dèze Florac                               | Florac         | Gorges Causses Cévennes          |
| 48132      | 48120             | Saint-Alban-sur-Limagnole          | 1378                             | 51,23         | 27               | Saint-Alban-sur-Limagnole                              | Mende          | Terres d’Apcher-Margeride-Aubrac |
| 48135      | 48800             | Saint-André-Capcèze                | 205                              | 9,85          | 21               | Saint-Étienne-du-Valdonnez Villefort                   | Mende          | Mont Lozère                      |
| 48136      | 48240             | Saint-André-de-Lancize             | 163                              | 22,78         | 7                | Le Collet-de-Dèze Saint-Germain-de-Calberte            | Florac         | Cévennes au Mont Lozère          |
| 48137      | 48000             | Saint-Bauzile                      | 590                              | 29,33         | 20               | Saint-Étienne-du-Valdonnez Mende-Sud                   | Mende          | Cœur de Lozère                   |
| 48138      | 48100             | Saint-Bonnet-de-Chirac             | 72                               | 7,68          | 9                | Bourgs sur Colagne Marvejols                           | Mende          | Gévaudan                         |
| 48139      | 48600             | Saint Bonnet-Laval                 | 258                              | 32,00         | 8                | Langogne Grandrieu                                     | Mende          | Haut Allier                      |
| 48140      | 48200             | Saint-Chély-d’Apcher               | 4025                             | 28,26         | 142              | Saint-Chély-d’Apcher                                   | Mende          | Terres d’Apcher-Margeride-Aubrac |
| 48145      | 48700             | Saint-Denis-en-Margeride           | 142                              | 38,67         | 4                | Saint-Alban-sur-Limagnole Saint-Amans                  | Mende          | Randon-Margeride                 |
| 48144      | 48110             | Sainte-Croix-Vallée-Française      | 305                              | 18,57         | 16               | Le Collet-de-Dèze Barre-des-Cévennes                   | Florac         | Cévennes au Mont Lozère          |
| 48149      | 48120             | Sainte-Eulalie                     | 36                               | 21,31         | 2                | Saint-Alban-sur-Limagnole                              | Mende          | Terres d’Apcher-Margeride-Aubrac |
| 48157      | 48190             | Sainte-Hélène                      | 97                               | 6,73          | 14               | Grandrieu Le Bleymard                                  | Mende          | Mont Lozère                      |
| 48147      | 48000             | Saint-Étienne-du-Valdonnez         | 641                              | 56,09         | 11               | Saint-Étienne-du-Valdonnez Mende-Sud                   | Mende          | Mont Lozère                      |
| 48148      | 48330             | Saint-Étienne-Vallée-Française     | 494                              | 50,99         | 10               | Le Collet-de-Dèze Saint-Germain-de-Calberte            | Florac         | Cévennes au Mont Lozère          |
| 48150      | 48300             | Saint-Flour-de-Mercoire            | 185                              | 12,17         | 15               | Langogne                                               | Mende          | Haut Allier                      |
| 48151      | 48170             | Saint-Frézal-d’Albuges             | 61                               | 17,20         | 4                | Grandrieu Le Bleymard                                  | Mende          | Mont Lozère                      |
| 48153      | 48700             | Saint-Gal                          | 89                               | 9,88          | 9                | Saint-Alban-sur-Limagnole Saint-Amans                  | Mende          | Randon-Margeride                 |
| 48155      | 48370             | Saint-Germain-de-Calberte          | 477                              | 38,60         | 12               | Le Collet-de-Dèze Saint-Germain-de-Calberte            | Florac         | Cévennes au Mont Lozère          |
| 48156      | 48340             | Saint-Germain-du-Teil              | 860                              | 22,58         | 38               | Bourgs sur Colagne Saint-Germain-du-Teil               | Mende          | Aubrac Lot Causses Tarn          |
| 48158      | 48160             | Saint-Hilaire-de-Lavit             | 101                              | 10,31         | 10               | Le Collet-de-Dèze Saint-Germain-de-Calberte            | Florac         | Cévennes au Mont Lozère          |
| 48160      | 48170             | Saint-Jean-la-Fouillouse           | 126                              | 29,27         | 4                | Grandrieu Châteauneuf-de-Randon                        | Mende          | Randon-Margeride                 |
| 48161      | 48310             | Saint-Juéry                        | 54                               | 1,65          | 33               | Peyre en Aubrac Fournels                               | Mende          | Hautes Terres de l’Aubrac        |
| 48163      | 48160             | Saint-Julien-des-Points            | 119                              | 3,83          | 31               | Le Collet-de-Dèze Saint-Germain-de-Calberte            | Florac         | Cévennes au Mont Lozère          |
| 48165      | 48100             | Saint-Laurent-de-Muret             | 191                              | 46,04         | 4                | Peyre en Aubrac Marvejols                              | Mende          | Gévaudan                         |
| 48167      | 48310             | Saint-Laurent-de-Veyrès            | 34                               | 9,11          | 4                | Peyre en Aubrac Fournels                               | Mende          | Hautes Terres de l’Aubrac        |
| 48168      | 48100             | Saint-Léger-de-Peyre               | 188                              | 27,35         | 7                | Marvejols                                              | Mende          | Gévaudan                         |
| 48169      | 48140             | Saint-Léger-du-Malzieu             | 211                              | 18,92         | 11               | Saint-Alban-sur-Limagnole Le Malzieu-Ville             | Mende          | Terres d’Apcher-Margeride-Aubrac |
| 48170      | 48160             | Saint-Martin-de-Boubaux            | 194                              | 31,41         | 6                | Le Collet-de-Dèze Saint-Germain-de-Calberte            | Florac         | Cévennes au Mont Lozère          |
| 48171      | 48110             | Saint-Martin-de-Lansuscle          | 192                              | 18,05         | 11               | Le Collet-de-Dèze Saint-Germain-de-Calberte            | Florac         | Cévennes au Mont Lozère          |
| 48173      | 48160             | Saint-Michel-de-Dèze               | 227                              | 14,19         | 16               | Le Collet-de-Dèze Saint-Germain-de-Calberte            | Florac         | Cévennes au Mont Lozère          |
| 48174      | 48600             | Saint-Paul-le-Froid                | 134                              | 44,17         | 3                | Grandrieu                                              | Mende          | Randon-Margeride                 |
| 48175      | 48340             | Saint-Pierre-de-Nogaret            | 174                              | 16,44         | 11               | Peyre en Aubrac Saint-Germain-du-Teil                  | Mende          | Aubrac Lot Causses Tarn          |
| 48176      | 48150             | Saint-Pierre-des-Tripiers          | 96                               | 34,74         | 3                | Florac Meyrueis                                        | Florac         | Gorges Causses Cévennes          |
| 48177      | 48200             | Saint-Pierre-le-Vieux              | 314                              | 15,55         | 20               | Saint-Chély-d’Apcher Le Malzieu-Ville                  | Mende          | Terres d’Apcher-Margeride-Aubrac |
| 48178      | 48240             | Saint-Privat-de-Vallongue          | 248                              | 23,87         | 10               | Le Collet-de-Dèze Saint-Germain-de-Calberte            | Florac         | Cévennes au Mont Lozère          |
| 48179      | 48140             | Saint-Privat-du-Fau                | 113                              | 22,16         | 5                | Saint-Alban-sur-Limagnole Le Malzieu-Ville             | Mende          | Terres d’Apcher-Margeride-Aubrac |
| 48181      | 48500             | Saint-Saturnin                     | 58                               | 9,14          | 6                | La Canourgue                                           | Mende          | Aubrac Lot Causses Tarn          |
| 48182      | 48170             | Saint-Sauveur-de-Ginestoux         | 60                               | 22,14         | 3                | Grandrieu Châteauneuf-de-Randon                        | Mende          | Randon-Margeride                 |
| 48188      | 48700             | Serverette                         | 249                              | 17,35         | 14               | Saint-Alban-sur-Limagnole                              | Mende          | Terres d’Apcher-Margeride-Aubrac |
| 48190      | 48310             | Termes                             | 219                              | 17,65         | 12               | Peyre en Aubrac Fournels                               | Mende          | Hautes Terres de l’Aubrac        |
| 48192      | 48340             | Trélans                            | 89                               | 23,35         | 4                | Peyre en Aubrac Saint-Germain-du-Teil                  | Mende          | Aubrac Lot Causses Tarn          |
| 48193      | 48400             | Vebron                             | 225                              | 69,66         | 3                | Le Collet-de-Dèze Florac                               | Florac         | Gorges Causses Cévennes          |
| 48152      | 48160 48240       | Ventalon en Cévennes               | 258                              | 23,75         | 11               | Le Collet-de-Dèze Le Pont-de-Montvert                  | Florac         | Cévennes au Mont Lozère          |
| 48194      | 48220             | Vialas                             | 447                              | 49,77         | 9                | Saint-Étienne-du-Valdonnez Le Pont-de-Montvert         | Florac         | Cévennes au Mont Lozère          |
| 48198      | 48800             | Villefort                          | 617                              | 7,35          | 84               | Saint-Étienne-du-Valdonnez Villefort                   | Mende          | Mont Lozère                      |

## Veränderungen im Gemeindebestand seit der landesweiten Neuordnung der Kantone

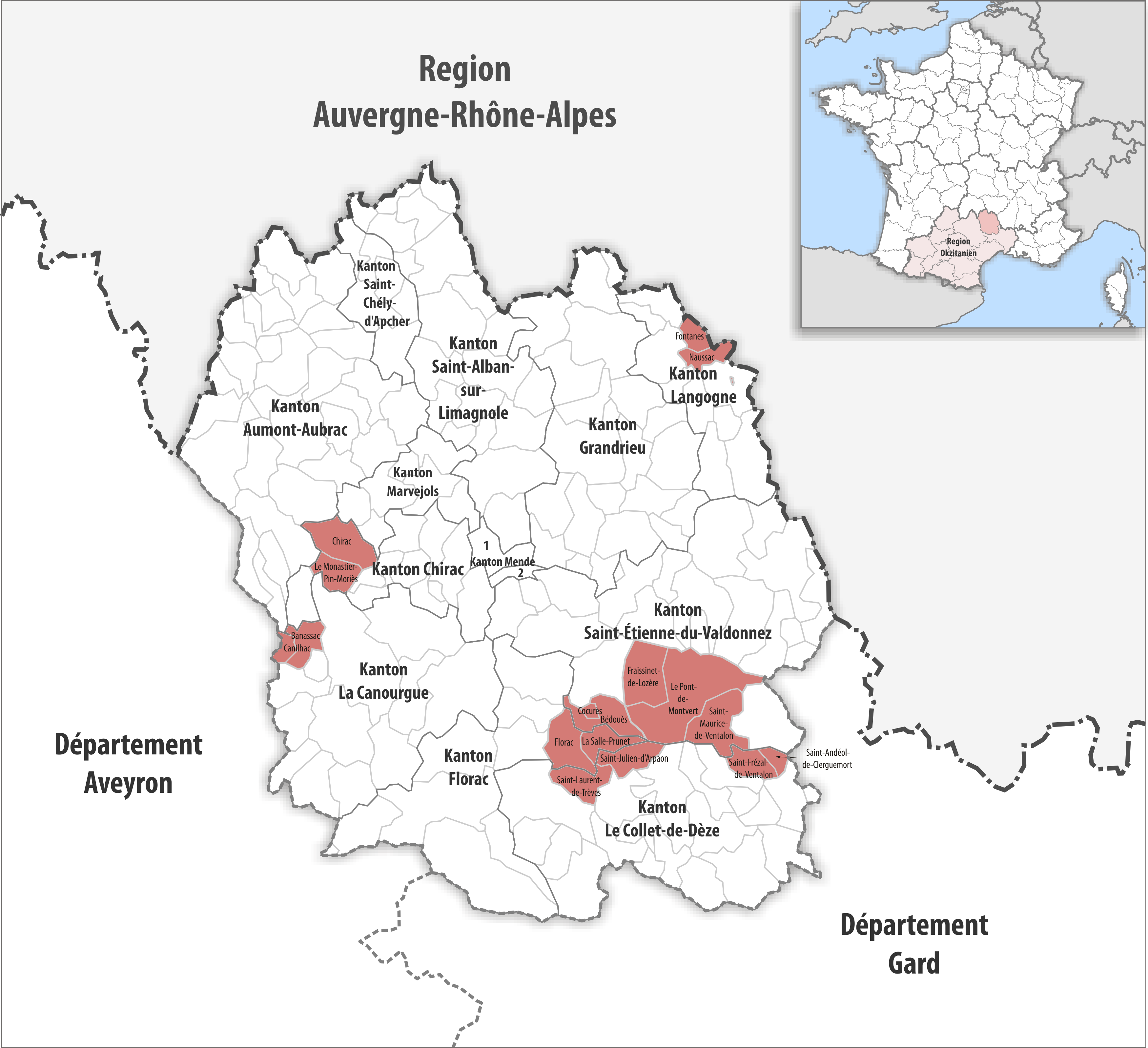
Gemeinden bis 2015
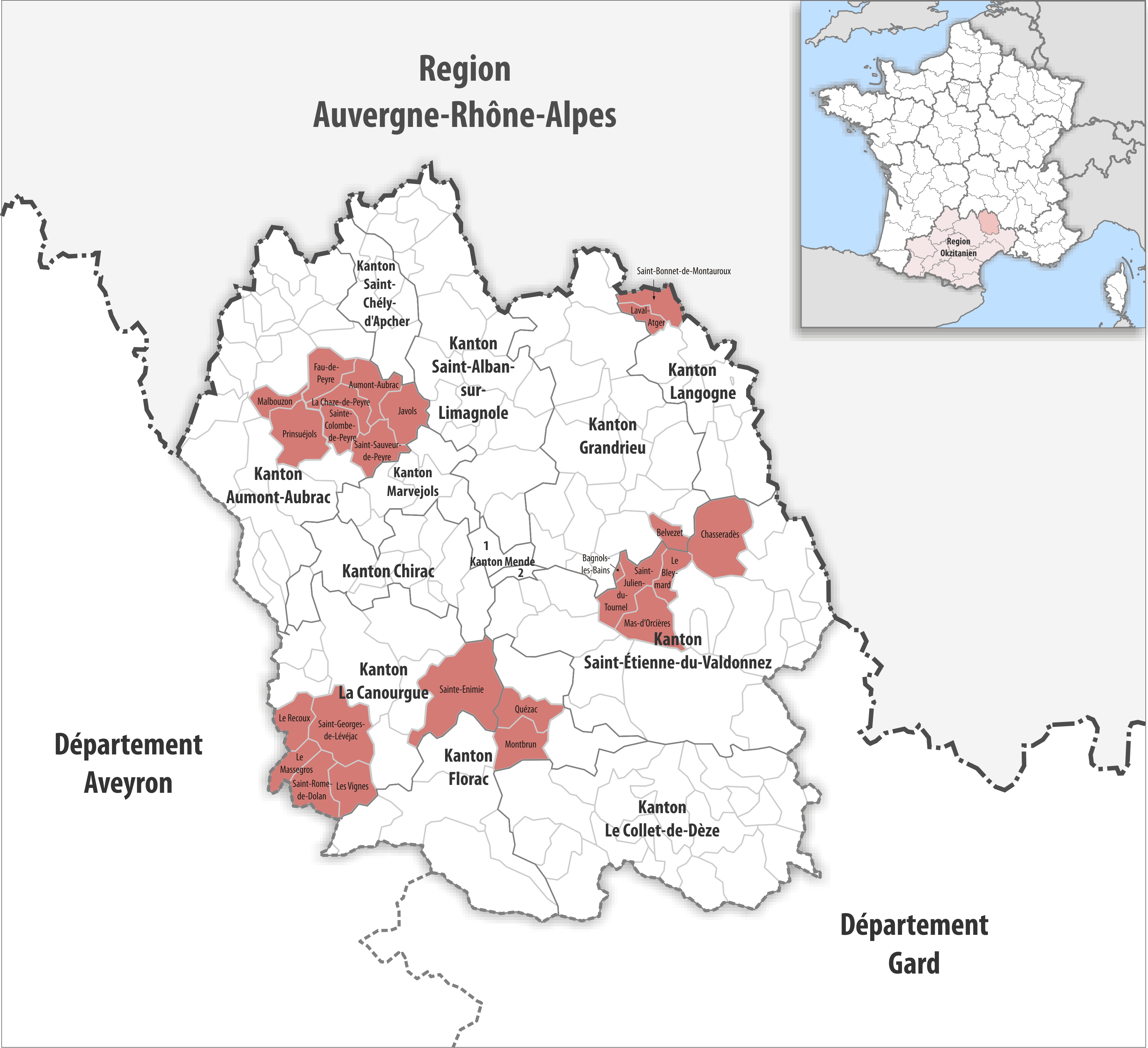
Gemeinden bis 2016
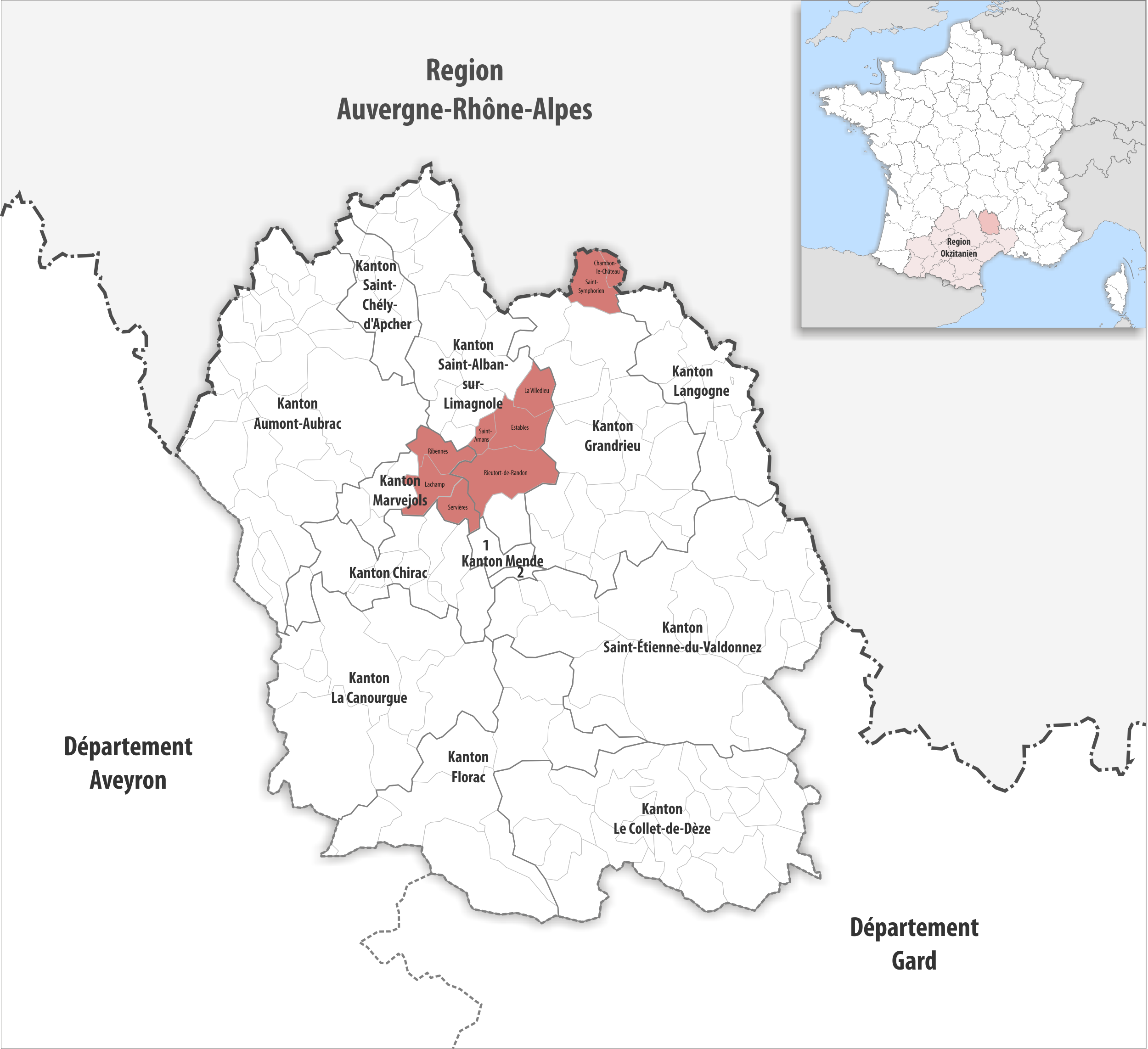
Gemeinden bis 2018

2019:
- Fusion Chambon-le-Château und Saint-Symphorien → Bel-Air-Val-d’Ance
- Fusion Ribennes und Lachamp → Lachamp-Ribennes
- Fusion Rieutort-de-Randon, Estables, Saint-Amans, Servières und La Villedieu → Monts-de-Randon

2017: 
- Fusion Montbrun, Quézac und Sainte-Enimie → Gorges du Tarn Causses
- Fusion Le Massegros, Le Recoux, Les Vignes, Saint-Georges-de-Lévéjac und Saint-Rome-de-Dolan → Massegros Causses Gorges
- Fusion Bagnols-les-Bains, Belvezet, Chasseradès, Le Bleymard, Mas-d’Orcières und Saint-Julien-du-Tournel → Mont Lozère et Goulet
- Fusion Aumont-Aubrac, Fau-de-Peyre, Javols, La Chaze-de-Peyre, Sainte-Colombe-de-Peyre und Saint-Sauveur-de-Peyre → Peyre en Aubrac
- Fusion Malbouzon und Prinsuéjols → Prinsuéjols-Malbouzon
- Fusion Laval-Atger und Saint-Bonnet-de-Montauroux → Saint Bonnet-Laval

2016: 
- Fusion Banassac und Canilhac → Banassac-Canilhac
- Fusion Bédouès und Cocurès → Bédouès-Cocurès
- Fusion Chirac und Le Monastier-Pin-Moriès → Bourgs sur Colagne
- Fusion Saint-Julien-d’Arpaon und Saint-Laurent-de-Trèves → Cans et Cévennes
- Fusion Florac und La Salle-Prunet → Florac Trois Rivières
- Fusion Fontanes und Naussac → Naussac-Fontanes
- Fusion Fraissinet-de-Lozère, Le Pont-de-Montvert und Saint-Maurice-de-Ventalon → Pont de Montvert - Sud Mont Lozère
- Fusion Saint-Andéol-de-Clerguemort und Saint-Frézal-de-Ventalon → Ventalon en Cévennes